# Kamala Harris
Kamala Devi Harris (Oakland, 20 de outubro de 1964) é uma advogada e política estadunidense, tendo servido como a 49.ª Vice-presidente dos Estados Unidos. Filiada ao Partido Democrata, foi senadora dos Estados Unidos pela Califórnia de 2017 a 2021, e procuradora-geral da Califórnia de 2011 a 2017, tendo sido a primeira mulher procuradora-geral do estado. Foi ainda a primeira senadora e vice-presidente de origem indiana e afro-americana. Harris foi a candidata democrata na eleição presidencial de 2024.
Filha de uma indiana e de um jamaicano, Harris graduou-se com um Bacharelado em Artes pela Universidade Howard e em Direito pela Faculdade de Direito Hastings da Universidade da Califórnia. Nos anos 1990, trabalhou no escritório do procurador-geral do distrito e da cidade de São Francisco. Em 2004, foi eleita procuradora-geral de São Francisco.
Harris foi eleita procuradora-geral da Califórnia em 2010, reelegendo-se em 2014. Em 2016, elegeu-se senadora pela Califórnia, mantendo no Senado uma postura crítica em relação ao governo Trump e sendo rotineiramente mencionada como uma potencial candidata à nomeação democrata para a eleição presidencial de 2020. Em janeiro de 2019, formalizou sua candidatura à presidência, porém encerrou sua campanha em dezembro do mesmo ano. Em agosto de 2020, foi escolhida por Joe Biden como sua companheira de chapa e, em novembro, derrotaram Donald Trump e Mike Pence. Foi empossada como vice-presidente em 20 de janeiro de 2021. Em 19 de novembro de 2021, tornou-se a primeira mulher a exercer a função de presidente dos Estados Unidos, ainda que de forma interina. 
Em 21 de julho de 2024, Joe Biden anunciou a retirada da sua candidatura na eleição presidencial e endossou Harris como cabeça da chapa pelo Partido Democrata. Ela iniciou sua campanha presidencial no mesmo dia e, no seguinte, garantiu o apoio de delegados o suficiente para ser nomeada como candidata do partido. Harris acabou sendo derrotada por Donald Trump na eleição.

## Início de vida e carreira
Kamala Harris nasceu em 20 de outubro de 1964 em Oakland, Califórnia, sendo filha de Shyamala Gopalan Harris, uma indiana da etnia tâmil, e de Donald Harris, um jamaicano afrodescendente. Sua mãe era uma proeminente pesquisadora do câncer de mama que emigrou de Chennai, Índia, em 1960, e seu pai foi um professor de economia na Universidade de Stanford que emigrou da Jamaica em 1961 para estudar pós-graduação em economia na Universidade da Califórnia em Berkeley. Kamala tem uma irmã mais nova, Maya, advogada também envolvida no mundo político. Seu nome advém de Kamalā, que na língua sânscrita significa "flor de lótus." Era extremamente próxima do avô materno, P.V. Gopalan, um diplomata indiano, e, na infância, visitou frequentemente sua família em Besant Nagar, em Chennai.

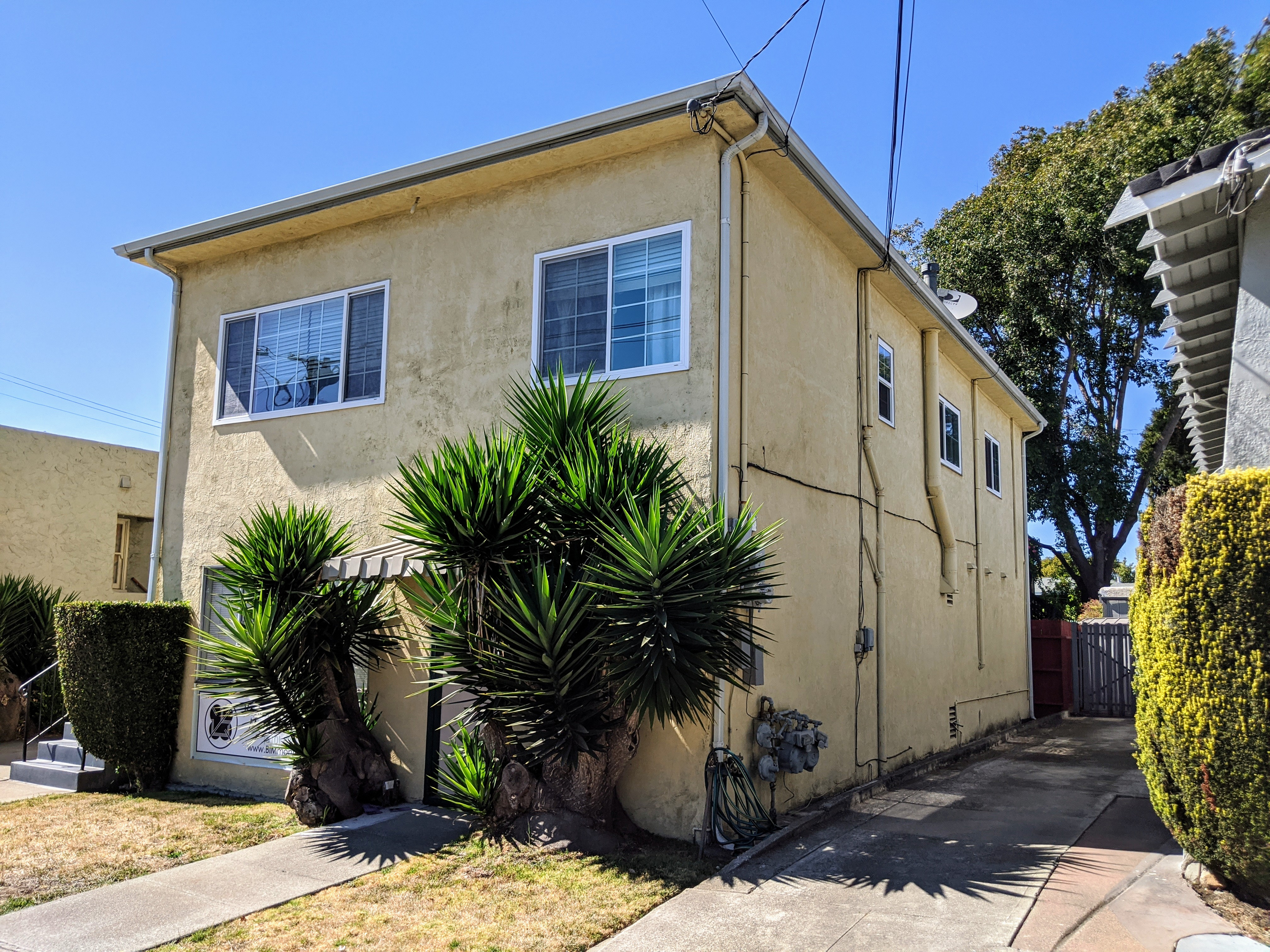
A casa de infância de Harris em Bancroft Way, em Berkeley.

A família Harris viveu em Berkeley, residindo em um bairro predominantemente afro-americano onde as meninas cantavam em um coro batista. Shyamala e Donald apresentaram para as filhas os protestos do Movimento pelos Direitos Civis, que eram comuns durante esse período em Berkeley. Seus pais se divorciaram quando tinha sete anos e sua mãe recebeu a custódia das crianças por meio de um acordo judicial. Após o divórcio, Shyamala mudou-se com as crianças para Montreal, Quebec, no Canadá, onde conseguiu um cargo no setor de pesquisa do Hospital Geral Judeu e lecionou na Universidade McGill.
Depois de completar os estudos secundários no Colegial Westmount em Quebec, Harris estudou na Universidade Howard, em Washington, D.C., onde obteve majors em ciência política e economia. Em Howard, foi eleita representante da turma de calouros no conselho de estudantes de artes liberais, integrou o time de debates, e juntou-se ao capítulo da irmandade Alpha Kappa Alpha. Harris retornou para a Califórnia, concluindo um Juris Doctor (JD) pela Faculdade de Direito Hastings da Universidade da Califórnia em 1989. Fracassou em sua primeira tentativa de ser aprovada na ordem dos advogados do estado, afirmando mais tarde: "não é uma medição de sua capacidade." Em 1990, foi admitida na Ordem dos Advogados da Califórnia.
Harris serviu como procuradora-geral adjunta do Condado de Alameda de 1990 a 1998. Mais tarde, afirmou que buscou uma carreira ligada a aplicação da lei por querer estar "na mesa onde as decisões são tomadas." Em 1993, começou um namoro com o presidente da Assembleia do Estado da Califórnia, Willie Brown, que a apresentou a muitos indivíduos poderosos do establishment político e do gerenciamento de campanhas eleitorais da Califórnia. Foi muito ativa na campanha de Brown à prefeitura de São Francisco em 1995 e foi apresentada publicamente como sua namorada. Duas semanas após a eleição, Brown rompeu o relacionamento. Depois de 1998, enquanto Brown era o prefeito de São Francisco, tornou-se advogada e gerente da Unidade de Criminosos Reincidentes do Escritório do Procurador do Distrito de São Francisco, uma pequena unidade formada por três pessoas. Em 2000, a procuradora da cidade de São Francisco, Louise Renne, recrutou Harris para se juntar ao escritório dela, onde chefiou a Divisão da Comunidade e Bairros, que supervisionava assuntos relacionados a aplicação do código civil.

## Procuradora de São Francisco

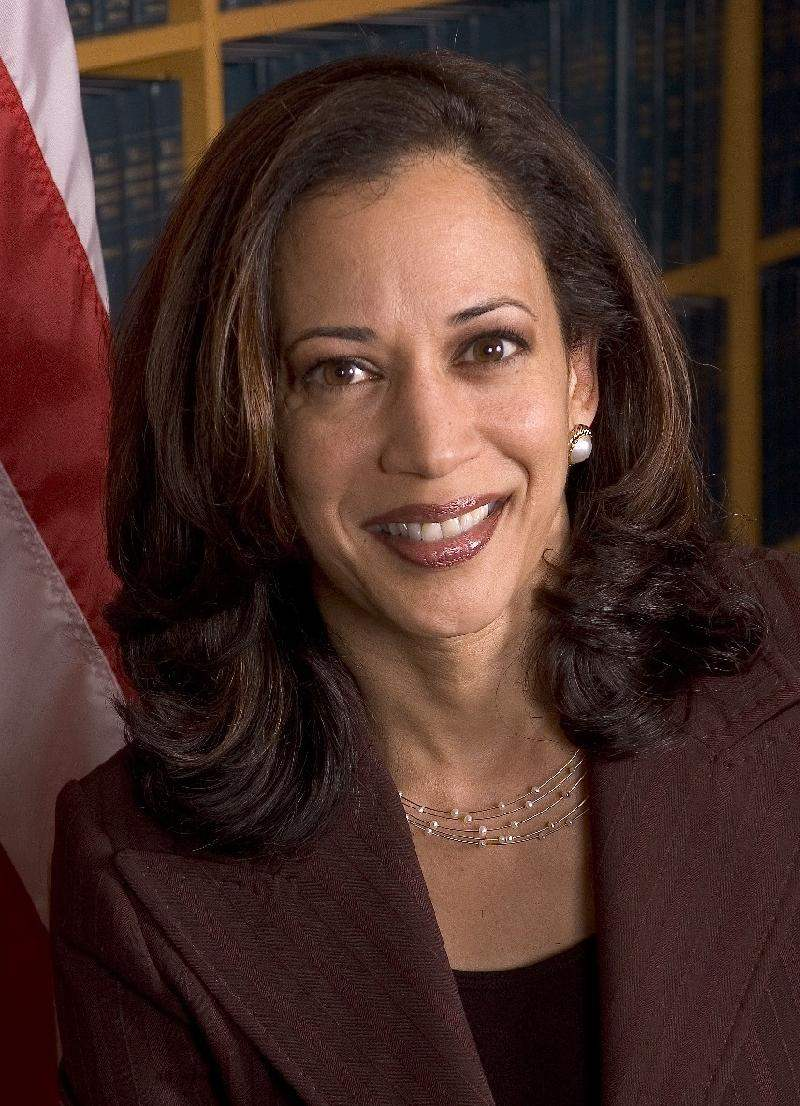
Foto oficial de Harris como procuradora de São Francisco

Em 2003, Harris concorreu ao cargo de procuradora da cidade e do condado de São Francisco. O procurador incumbente, Terence Hallinan, teve que lidar com o escândalo Fajitagate, relacionado a alegações de obstrução de justiça em uma investigação sobre um assalto. Harris e Hallinan eram próximos ideologicamente, sendo ambos filiados ao Partido Democrata, e por isso a campanha abordou o desempenho de Hallinan como procurador e questões pessoais. Harris buscou retratá-lo como um procurador "ineficiente" que conseguiu baixos índices de condenação em processos criminais; a opinião de Hallinan prevaleceu em 52% dos casos que moveu em 2001. Hallinan criticou a suposta falta de ética de Harris, citando a relação que possuía com Brown. No primeiro turno, Hallinan recebeu mais votos, mas no segundo Harris derrotou-o por 56,5-43,5%. Harris foi empossada procuradora em 4 de janeiro de 2004, tornando-se a primeira negra procuradora de um distrito na história da Califórnia.
Em abril de 2004, o oficial Isaac Espinoza foi morto em serviço. Três dias depois, Harris anunciou que não buscaria a pena de morte contra o assassino, enfurecendo a Associação dos Oficiais de Polícia de São Francisco. No funeral de Espinoza, Dianne Feinstein, ex-prefeita de São Francisco e senadora, subiu ao púlpito para pedir que Harris, sentada na fileira da frente, pedisse a pena de morte, provocando uma ovação de pé dos dois mil policiais presentes. Harris mesmo assim recusou-se, e o assassino de Espinoza foi condenado à prisão perpétua. Pouco tempo depois, Harris despromoveu o veterano promotor de carreira Paul Cummins, assistente-chefe de seu antecessor e o responsável por uma unidade criminal formada por oitenta procuradores, para seu antigo cargo na Unidade de Criminosos Reincidentes, bem menos importante. Cummins era bastante respeitado pelo departamento de polícia, prejudicando ainda mais a relação que Harris possuía com os policiais.

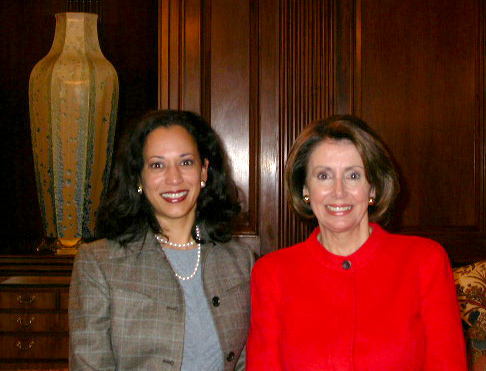
Harris com a representante Nancy Pelosi, de São Francisco, em março de 2004

Como procuradora, Harris iniciou um programa que oferecia aos traficantes de drogas detidos uma única vez a oportunidade de concluir o ensino médio e conseguir um emprego. O programa graduou cerca de trezentas pessoas, com os participantes alcançando uma taxa de reincidência muito baixa. Em 2007, foi reeleita para o cargo de procuradora sem a oposição de nenhum outro candidato. Em 2009, escreveu o livro Smart on Crime: A Career Prosecutor's Plan to Make Us Safer, no qual abordou a justiça criminal desde uma perspectiva econômica, discutindo uma série de "mitos" em torno do sistema da justiça criminal e apresentando propostas para reduzir e prevenir o crime. Tendo sido reconhecida pelo The Los Angeles Daily Journal como uma das cem melhores advogadas da Califórnia, integrou o conselho da Associação de Procuradores Distritais da Califórnia e foi vice-presidente da Associação Nacional de Procuradores Distritais.
Harris defendeu a necessidade de inovação na segurança pública, especialmente no que se referia à redução da taxa de reincidência em São Francisco. Um dos programas com esse objetivo que desenvolveu, "Back on Track", foi sancionado pelo governador republicano Arnold Schwarzenegger como um programa modelo para o estado. Inicialmente, houve preocupações em relação a remoção de imigrantes ilegais do programa, como um incidente envolvendo Alexander Izaguirre, posteriormente preso por assalto. O programa foi revisado para tratar deste problema, excluindo qualquer pessoa que não pudesse estar legalmente empregada nos Estados Unidos. Harris também protegeu os informantes da gangue Nuestra Familia que se envolveram em atividades ilegais, incluindo tráfico de drogas e posse ilegal de armas.
Harris criou uma unidade especial no escritório da Procuradoria de São Francisco para lidar com crimes de ódio. Harris concentrou-se em crimes de ódio contra crianças e adolescentes LGBT nas escolas. Também convocou uma conferência nacional para enfrentar uma estratégia legalmente utilizada em que justificava-se que as ações do réu derivavam de um pânico causado por gays e transexuais, sendo empregada para justificar crimes de ódio violentos, incluindo assassinatos. Harris declarou apoio ao casamento entre pessoas do mesmo sexo e se opôs às preposições 22 (2000) e 8 (2008), que visavam impedir o casamento de casais do mesmo sexo.

### Crimes violentos, encarceramento e taxa de condenação

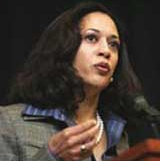
Harris discursando durante seu mandato como procuradora de São Francisco

Enquanto Harris era a procuradora, a taxa geral de condenação pelo cometimento de crimes aumentou de 52% em 2003 para 67% em 2006, a maior em uma década; houve uma taxa de condenação de 85% em casos de homicídios e as condenações de traficantes de drogas aumentaram de 56% em 2003 para 74% em 2006. Embora essas estatísticas representem apenas condenações de julgamentos, Harris também fechou muitos casos através de delações premiadas. Quando assumiu o cargo, teve um interesse especial em buscar resolver a lista de casos de assassinatos da administração anterior. Harris alegou que os registros desses casos eram menos ideais em relação ao procurador anterior, mas que trabalhou para obter condenações quando era possível. Isto significou que, dos 73 casos de homicídios acumulados, 32 resultaram em acordos por menores acusações, como homicídio culposo ou outros crimes, como agressão ou roubo, enquanto as acusações por homicídio foram retiradas.
No entanto, os críticos de Harris argumentaram que São Francisco enviava menos pessoas à prisão como resultado de detenções do que outros condados do estado. As taxas de encarceramento de São Francisco estavam entre as mais baixas em todo o estado da Califórnia—dez vezes mais baixa do que no condado de San Diego, por exemplo. De acordo com o San Francisco Chronicle, "aproximadamente quatro de cada cem detenções resultaram em prisões em São Francisco, em comparação com 12,8 de cem no condado de Alameda, 14,4 de cem no condado de Sacramento, 21 de cem nos condados de San Mateo e Santa Clara, 26,6 de cem no condado de Fresno, 38,7 de cem no condado de Los Angeles e 41 de cem no condado de San Diego." A polícia observou que as sentenças lenientes proferidas pelos juízes de São Francisco também contribuíram para tal índice.
Enquanto os oficiais do Departamento de Polícia de São Francisco creditaram Harris por endurecer as lacunas nas fianças e em programas de drogas que os réus haviam utilizado, eles também a acusaram de ser muito prudente nas acusações de suspeitos por homicídio. Além disso, em 2009, os promotores de São Francisco obtiveram uma taxa de sucesso nos julgamentos de delitos criminais menores do que seus colegas procuradores distritais das dez maiores cidades da Califórnia; os oficiais de Sacramento, a sexta maior cidade, não forneceram os dados. Naquele ano, a opinião de Harris prevaleceu em 76% dos julgamentos por crimes, um recuo de 12%¨em relação ao ano anterior. Em contrapartida, a média mais recente registrada até então em todo o estado foi de 83%, conforme estatísticas do Conselho Judiciário da Califórnia. Em uma pequena amostra, um relatório calculou que a taxa de condenação em julgamentos de crimes no condado de São Francisco nos primeiros três meses de 2010 foi de apenas 53%. São Francisco historicamente teve uma das menores taxas de condenação no estado; o condado era reconhecido por ter um júri amigável aos réus.

## Procuradora-geral da Califórnia

### Eleição de 2010

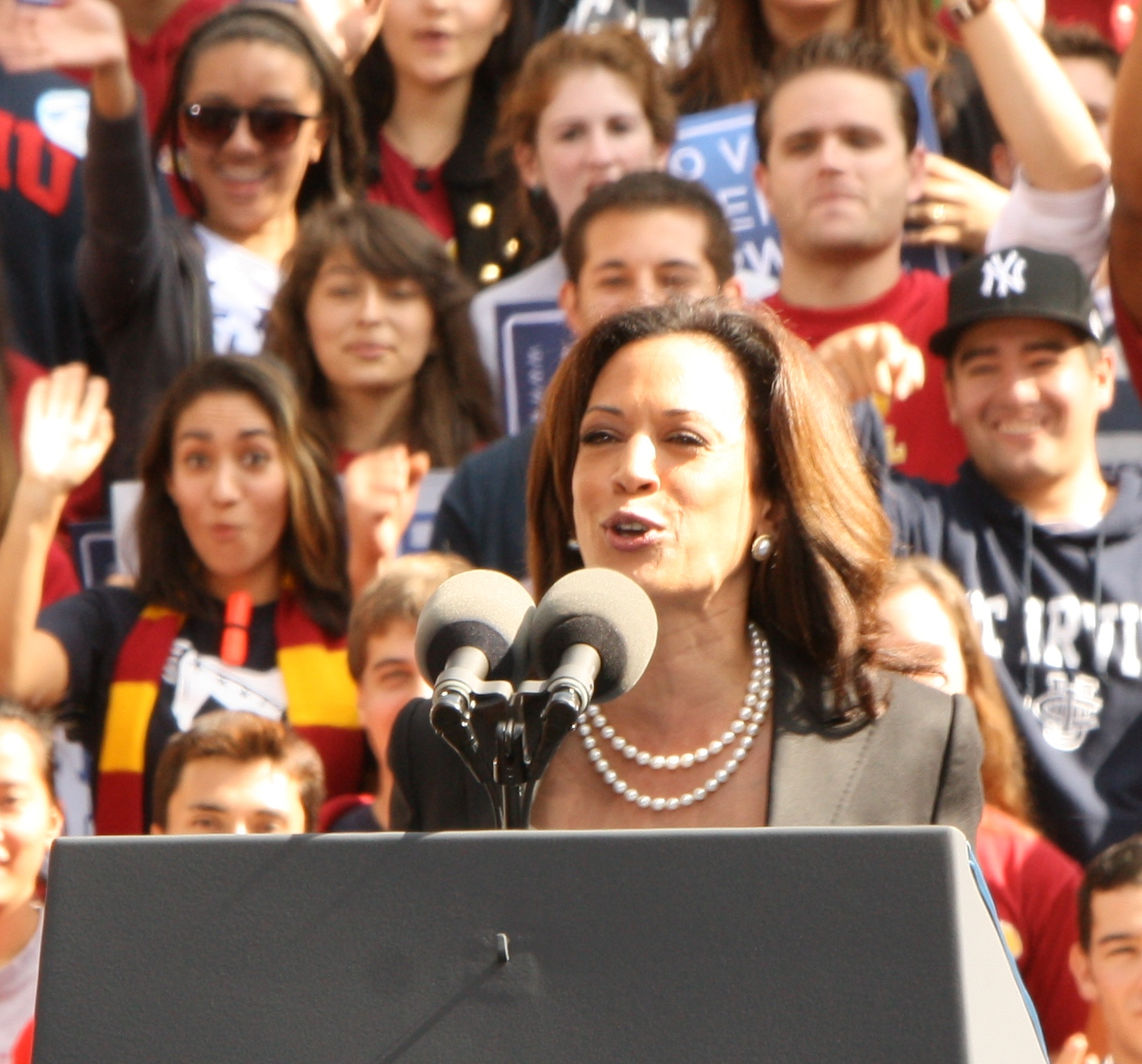
Harris discursando em evento de campanha das eleições de 2010, em 22 de outubro de 2010

Em 12 de novembro de 2008, Harris anunciou sua candidatura ao cargo de procuradora-geral da Califórnia. Ela recebeu o endosso de ambas as senadoras pela Califórnia, Dianne Feinstein e Barbara Boxer, bem como de Nancy Pelosi, a presidente da Câmara dos Representantes dos Estados Unidos. Na primária democrata, enfrentou Chris Kelly, ex-diretor de privacidade do Facebook, os deputados Alberto Torrico, Ted Lieu e Pedro Nava, além do procurador de Los Angeles, Rocky Delgadillo, e Mike Schmier. Na primária democrata ocorrida em 8 de junho de 2010, Harris ganhou a indicação do partido ao receber 762 mil votos, ou 33,6% dos votos. Seus concorrentes mais próximos, Torrico e Kelly, obtiveram 15,6% e 15,5%, respectivamente.
Durante a campanha, Harris prometeu não defender judicialmente a Proposição 8, seguir o que a lei estabeleceu como casos cuja punição deva ser a pena de morte (apesar de não apoiar a medida), criar uma nova estratégia visando a redução da reincidência e a superlotação prisional, e proteger o meio ambiente e os direitos civis. Seu principal concorrente foi Steve Cooley, o procurador distrital de Los Angeles que, de acordo com o Los Angeles Times, "goza de uma reputação como moderado, [e é visto] como a melhor esperança do GOP de ganhar um cargo principal na eleição de 2 de novembro." Na noite da eleição, Cooley declarou sua vitória, mas com a continuação da apuração Harris passou a liderar por uma pequena margem. Conforme a apuração avançou, a vantagem de Harris aumentava e, em 24 de novembro, Cooley reconheceu sua derrota. Harris foi eleita com 4,4 milhões de votos, ou 46,1%, sendo empossada procuradora-geral em 3 de janeiro de 2011. Tornou-se, assim, a primeira mulher, africana-americana e índia-americana, a ocupar este cargo.

### Primeiro mandato

#### Habitação

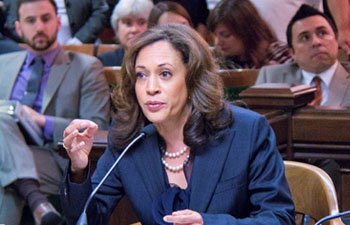
Harris defendendo na Legislatura Estadual a aprovação do projeto de lei denominado Declaração de Direitos do Proprietário, em abril de 2012

Quando assumiu o cargo, a Califórnia ainda estava se recuperando dos efeitos da crise das hipotecas subprime. Harris participou da Resolução Hipotecária Nacional contra cinco bancos: Ally Financial, Wells Fargo, Bank of America, Citibank e Chase. Inicialmente, saiu das negociações por acreditar que o acordo era muito tolerante, mas posteriormente retornou, garantindo 12 bilhões de dólares em redução de dívidas dos proprietários do estado, e 26 bilhões no total. Outras partes do financiamento destinaram-se a serviços de aconselhamento habitacional estatal e ajuda legal para proprietários de imóveis com dificuldades e um perdão das dívidas de mais de 23 mil proprietários que concordaram em vender suas casas por um valor menor ao empréstimo hipotecário.
Em 2012, Harris apresentou a Declaração de Direitos do Proprietário na Legislatura do Estado da Califórnia, um pacote de vários projetos de lei que daria aos proprietários mais "opções ao lutar para manter sua casa." O projeto de lei, que entrou em vigor em 1º de janeiro de 2013, proibiu as práticas de "duplo rastreamento" e assinatura robótica, fornecendo aos proprietários um único ponto de contato em sua instituição de empréstimo. Também deu ao procurador-geral da Califórnia mais poderes para investigar e processar fraudes financeiras e para reunir júris especiais para processar crimes em vários condados, em vez de processar um único crime em cada condado.

#### Condições prisionais e reforma penal

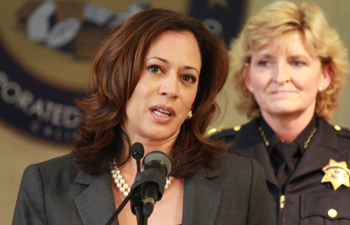
Harris discursando em frente a uma policial, em 2012

Depois que a Suprema Corte dos Estados Unidos no caso Brown vs. Plata (2011) declarou que as prisões da Califórnia estavam tão superlotadas que provocavam punições cruéis e incomuns, Harris lutou contra a supervisão do tribunal federal, explicando: "Eu tenho um cliente e não escolho meu cliente." Depois que a Califórnia não implementou totalmente a ordem do tribunal para reduzir a aglomeração, e foi condenada a implementar novos programas de liberdade condicional, os advogados da Harris recorreram da decisão com base no argumento de que, se forem forçados a libertar esses detentos mais cedo, as prisões perderiam uma importante mão-de-obra.
Harris se recusou a tomar qualquer posição sobre as propostas de iniciativa popular 36 (2012) e 47 (2014), ambas sobre reforma criminal e de sentenças, argumentando que seria impróprio, pois seu escritório preparava as cédulas de votação. O ex-procurador geral da Califórnia, John Van de Kamp, considerou sua explicação uma "bobagem."

#### Caso Larsen
Em agosto de 2012, o Los Angeles Times publicou um editorial pedindo que Harris libertasse Daniel Larsen da prisão. Larsen, que foi condenado a 28 anos de prisão por porte oculto de arma em 1999, foi declarado "na verdade inocente" por um juiz federal em 2009 e ordenado que fosse solto. As provas a favor de Larsen incluíam a de um ex-chefe de polícia e o dono da faca. O advogado original de Larsen, que não conseguiu chamar uma única testemunha, foi destituído. Larsen permaneceu na prisão, pois o escritório de Harris se opôs à sua libertação, alegando que ele perdera o prazo para ingressar com o pedido de habeas corpus. O California Innocence Project, que havia assumido o caso de Larsen, disse que isso equivalia a uma tecnicalidade burocrática. O editorial do Times afirmou que, se Harris não estivesse disposta a libertar Larsen, o governador Jerry Brown deveria perdoá-lo. Em março de 2013, Larsen foi libertado sob fiança, uma decisão que Harris recorreu por "motivos técnicos." Em setembro de 2013, o Tribunal de Apelações do Nono Circuito confirmou a sentença e, em janeiro de 2014, a Procuradoria-geral do Condado de Los Angeles negou provimento ao recurso.

#### Crimes financeiros

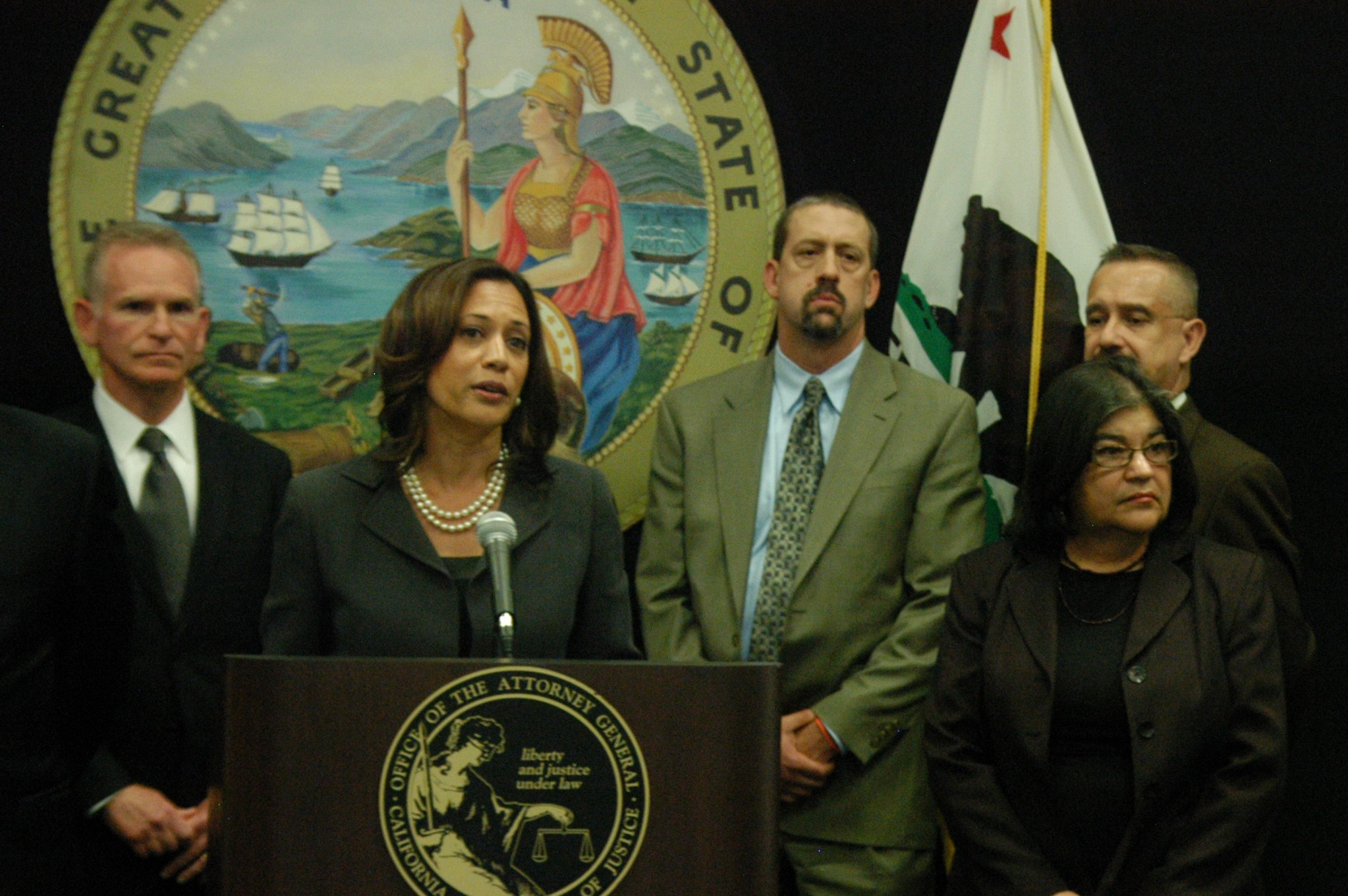
Harris anunciando a criação de uma força tarefa para proteger proprietários, em 2011

Harris processou numerosos crimes financeiros, como empréstimos predatórios. Em 2011, criou a Força Tarefa da Fraude Hipotecária, que tinha a missão de eliminar as fraudes nas execuções hipotecárias. A força-tarefa foi criticada por não apresentar tantos casos de execução hipotecária quanto em estados com populações menores.
Em 2013, Harris não denunciou o banco OneWest de Steven Mnuchin, apesar de evidências "sugestivas de má conduta generalizada", segundo um memorando vazado do Departamento de Justiça. Em 2017, Harris disse que a decisão de seu escritório de não processar Mnuchin foi baseada em "seguir os fatos e as evidências... como qualquer outro caso." Em 2016, Mnuchin doou dois mil dólares para a campanha de Harris, tornando-a a única candidata democrata ao Senado em 2016 a receber dinheiro de Mnuchin, embora como senadora Harris votou contra a indicação de Mnuchin como secretário do Tesouro. Como resultado da doação, Harris enfrentou críticas por não processar Mnuchin e OneWest Bank quando era procuradora-geral.

#### Caso Norsworthy
Em fevereiro de 2014, Michelle-Lael Norsworthy, uma mulher transgênero encarcerada na Prisão Estadual Mule Creek, ingressou com uma ação federal com base no fracasso do estado em lhe fornecer uma cirurgia de redesignação sexual (SRS), que alegou ser necessária. Em abril de 2015, um juiz federal ordenou que o estado fornecesse à Norsworthy a SRS, declarando que os funcionários da prisão tinham sido "deliberadamente indiferentes a sua séria necessidade médica." Harris recorreu contra a ordem no Tribunal de Apelações do 9º Circuito, arguindo que Norsworthy já recebia tratamento médico e que sua situação não era séria. Norsworthy foi libertada, evitando que o estado fosse obrigado a cumprir com a decisão judicial.

### Eleição de 2014

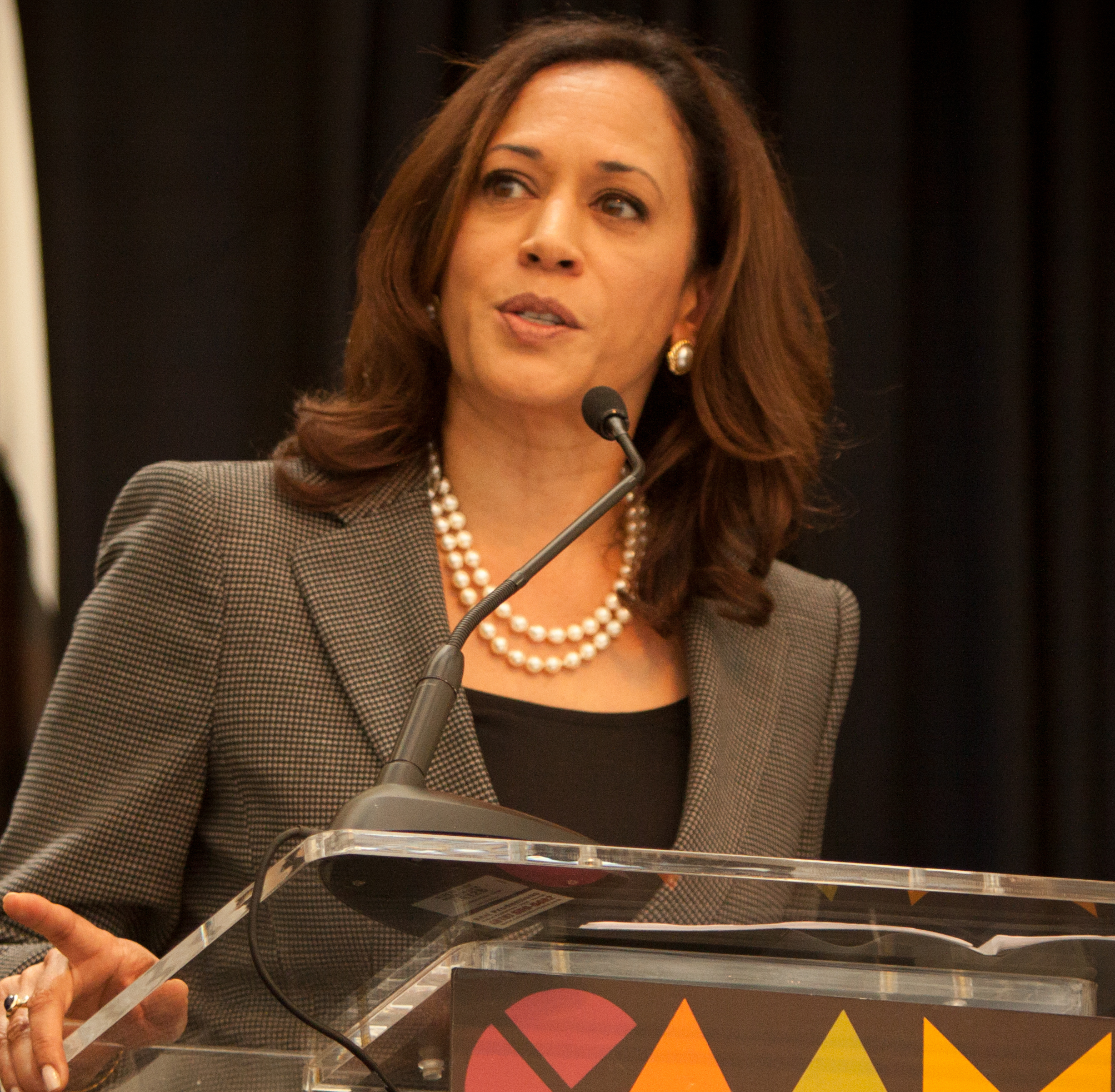
Harris discursando em 2014

Harris anunciou sua intenção de concorrer à reeleição em fevereiro de 2014, formalizando sua candidatura em 12 de fevereiro. Harris já estava desde 2013 arrecadando fundos para a campanha. Ela recebeu os endossos dos jornais The Sacramento Bee, Los Angeles Daily News e Los Angeles Times. Na primária realizada em junho de 2014, Harris recebeu 2,1 milhões de votos, ou 53,17% dos votos válidos. Embora tenha conseguido uma maioria dos votos, pelas leis estaduais uma segunda votação, na eleição geral de novembro, teve de ser feita. Nesta, Harris obteve 4,1 milhões de votos, ou 57,49%, derrotando o republicano Ronald Gold.

### Segundo mandato

#### Má conduta de procuradores de condados
Em 2015, Harris defendeu as condenações obtidas por procuradores de condados que continham confissões falsas em transcrições de interrogatórios e perjúrios. O juiz federal Alex Kozinski descartou as condenações, dizendo aos advogados de Harris: "Fale com a procuradora-geral e certifique-se de que ela entenda a gravidade da situação." Em março de 2015, um juiz dos tribunais superiores da Califórnia ordenou que Harris assumisse um processo criminal depois que o promotor distrital do Condado de Orange, Tony Rackauckas, revelou ter empregado ilegalmente informantes da prisão e provas ocultas. Harris recusou, recorrendo da ordem e defendendo Rackauckas.
Harris recorreu da recusa de um indiciamento quando foi descoberto que um promotor do condado de Kern cometeu perjúrio ao apresentar uma confissão falsificada como prova judicial. Harris afirmou que o perjúrio do procurador não foi suficiente para demonstrar a má conduta. No caso, Harris argumentou que apenas uma brutalidade física abjeta justificaria a descoberta de uma conduta indevida do procurador e a posterior recusa de indiciamento, e que o perjúrio não foi suficiente.

#### Empresas de petróleo e gás

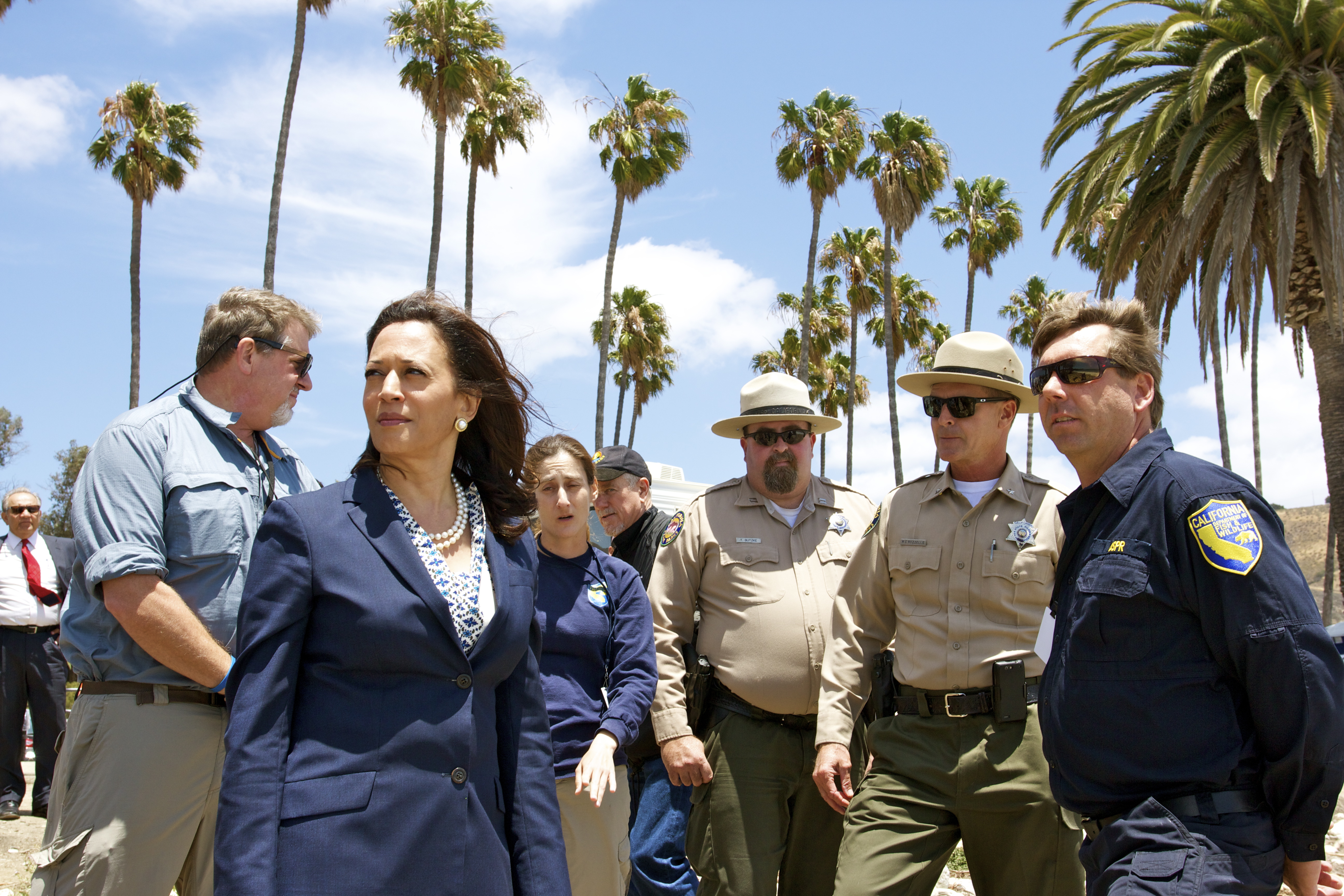
Harris visitando os esforços de limpeza em uma praia afetada por um derramamento de óleo, em 2015

Depois que um vazamento de óleo de um oleoduto causou danos ao litoral da Califórnia em maio de 2015, Harris visitou a área e direcionou recursos e advogados de seu escritório para investigar possíveis violações criminais. As investigações levaram a uma dezena de indiciamentos. Em junho de 2016, Harris emitiu intimações à Chevron, à ExxonMobil, à Shell, à Phillips 66, à Valero Energy e à Tesoro, relativas a uma investigação sobre uma possível fixação de preços.

#### Caso Backpage
Em outubro de 2016, Harris anunciou a prisão do CEO da Backpage, Carl Ferrer, por acusações criminais de lenocínio de menores, lenocínio e conspiração para cometer lenocínio. O mandado de prisão alegava que 99% da receita do Backpage era diretamente atribuída a anúncios relacionados à prostituição, muitos dos quais envolviam vítimas de tráfico sexual, incluindo crianças menores de 18 anos. Em dezembro de 2016, um juiz de um tribunal superior indeferiu todas as acusações na denúncia. No mesmo mês, Harris apresentou novas acusações contra Ferrer e os ex-proprietários da Backpage Mike Lacey e Jim Larkin por proxenetismo e lavagem de dinheiro. Em janeiro de 2017, a Backpage anunciou que estava removendo sua seção para adultos de todos os seus sites nos Estados Unidos, devido ao que alegou serem muitos anos de táticas de assédio e táticas extralegais. As investigações continuaram depois que Harris se tornou senadora e, em abril de 2018, a Backpage e sites afiliados foram confiscados em uma ação comandada por agências federais, incluindo o Federal Bureau of Investigation (FBI) e Internal Revenue Service (IRS). Posteriormente, Ferrer declarou-se culpado das acusações de facilitação de prostituição e lavagem de dinheiro.

## Senadora dos Estados Unidos

### Eleição de 2016

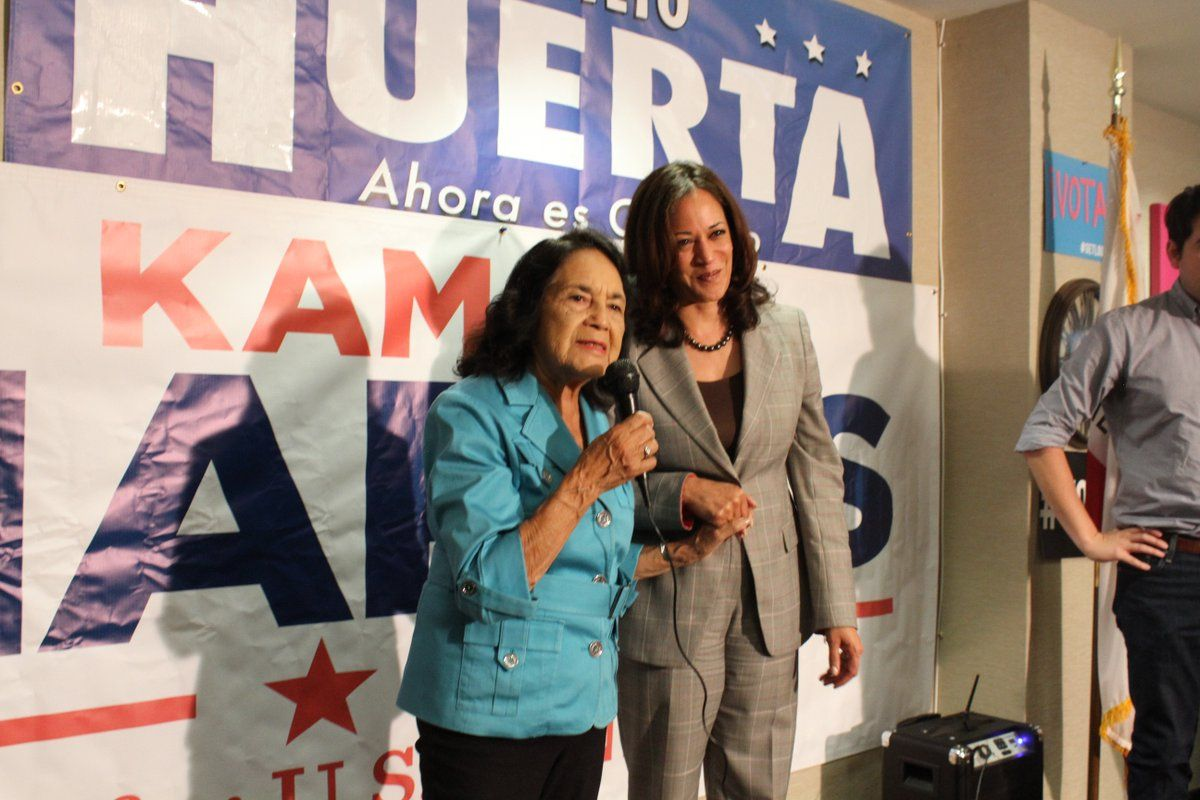
Harris durante evento de sua campanha ao Senado, em 2016

Depois que a senadora democrata Barbara Boxer anunciou sua intenção de se aposentar do Senado dos Estados Unidos no final de seu mandato em 2016, Harris foi a primeira candidata a declarar sua intenção de concorrer ao assento no Senado de Boxer. Meios de comunicação noticiaram que Harris concorreria ao Senado no mesmo dia em que Gavin Newsom, o vice-governador da Califórnia e um aliado político próximo de Harris, anunciou que não tentaria suceder Boxer. Harris anunciou oficialmente o lançamento de sua campanha em 13 de janeiro de 2015, poucos dias depois de ser empossada para seu segundo mandato como procuradora-geral. Desde o início da campanha, Harris era vista como a favorita, liderando seus potenciais opositores com margens consideráveis.
No final de fevereiro de 2016, o Partido Democrata da Califórnia votou em sua convenção estadual para endossar Harris, que recebeu 78% dos votos, 18% a mais do que os 60% necessários para garantir o endosso. O endosso do partido não garante a nenhum candidato um lugar nas eleições gerais, pois todos os candidatos participariam de uma eleição primária em junho, após a qual os dois candidatos mais votados de qualquer partido avançariam para as eleições gerais. Harris participou de debates com os outros principais candidatos ao cargo; seu status de favorita fez com que estivesse no centro das discussões. Em 23 de maio, recebeu o endosso do governador Brown.
Em 7 de junho, Harris ficou em primeiro lugar na eleição primária, com 39,9% dos votos, avançando para a eleição geral com a representante democrata Loretta Sanchez, que atingiu 18,9%. Harris ganhou em 48 dos 58 condados, dos quais sete com mais de 50% dos votos: Alameda, Contra Costa, Marin, São Francisco, San Mateo, Santa Cruz e Sonoma. O maior percentual foi em São Francisco, com 70,4% dos votos. Em 19 de julho, foi endossada pelo presidente Barack Obama e pelo vice-presidente Joe Biden. Em 8 de novembro, derrotou Sanchez, obtendo 7,5 milhões de votos (61,6%), contra 4,7 milhões (38,4%) de sua opositora; Harris venceu em 54 condados. No discurso de vitória, prometeu proteger os imigrantes das políticas do presidente eleito Donald Trump.

### Mandato

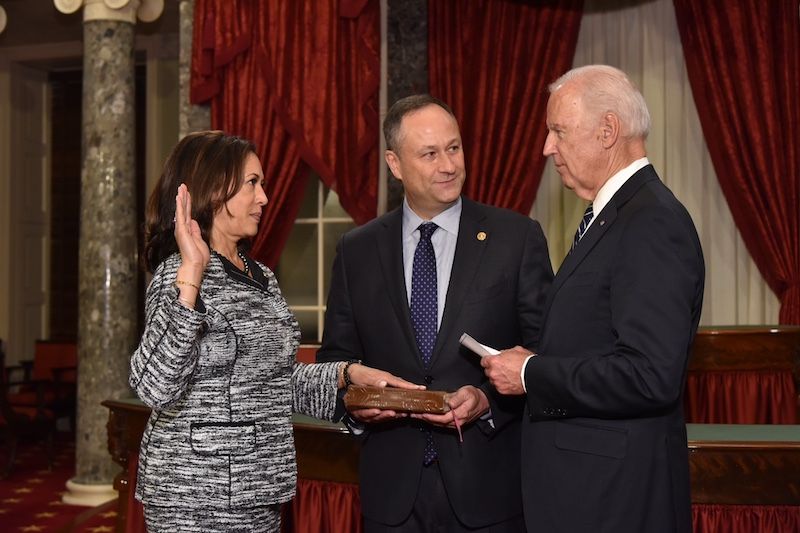
Harris sendo empossada senadora pelo vice-presidente Joe Biden, em 3 de janeiro de 2017

Após sua eleição para o Senado, Harris anunciou sua intenção de permanecer como procuradora-geral da Califórnia até o final de 2016 e renunciou pouco antes de ser empossada como senadora em 3 de janeiro de 2017, sendo substituída pelo representante democrata Xavier Becerra, nomeado por Brown. Ao ser empossada, tornou-se a primeira senadora norte-americana de origem indiana e afro-americana, e a segunda mulher afro-americana a integrar o Senado. Os democratas inicialmente a indicaram para os comitês do Orçamento, Segurança Interna e Assuntos Governamentais e Inteligência, mas em janeiro de 2018 o líder democrata Chuck Schumer a designou para o Comitê do Judiciário, tornando-se um de seus primeiros membros afro-americanos.
Um dia após a posse de Trump como presidente, Harris chamou a mensagem do discurso de posse do novo presidente como "sombria" ao falar durante a Marcha das Mulheres em Washington. Dos 15 indicados inicialmente por Trump para o Gabinete, Harris votou contra a confirmação de 12 deles, apoiando apenas David Shulkin (secretário de Assuntos de Veteranos), Elaine Chao (secretária de Transportes) e James Mattis (secretário de Defesa). Dos dois indicados pelo presidente para a Suprema Corte, Harris se opôs tanto a Neil Gorsuch quanto a Brett Kavanaugh, cuja confirmação considerou uma "negação de justiça para sobreviventes de agressão sexual." De acordo com o site FiveThirtyEight, até dezembro de 2018 Harris votou de forma alinhada com Trump em apenas 17,9% das vezes.

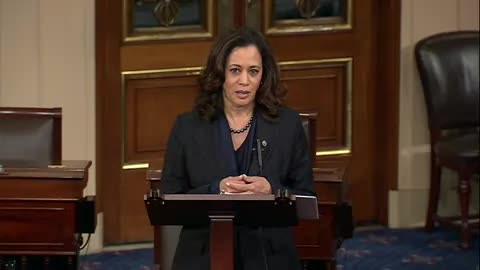
Harris discursando no plenário do Senado, em fevereiro de 2017

Grupos de lobby que divulgam rankings avaliaram o desempenho de Harris no Senado. Ela recebeu uma classificação de 100% no ranking dado pelo Fundo de Ação da Planned Parenthood, uma instituição pró-escolha, e uma classificação de 0% no ranking mantido pelo Comitê Nacional de Direito à Vida, um grupo pró-vida. Outra organização, a Associação Nacional de Rifles, apoiadora do direito ao porte de armas, deu-lhe uma nota F por seus esforços consistentes no apoio ao controle de armas.
Após a assinatura da Ordem Executiva 13769, Harris foi uma das muitas a descrevê-la como um "banimento a muçulmanos." Em seu primeiro discurso no plenário do Senado, em fevereiro de 2017, Harris passou 12 minutos criticando as políticas de imigração de Trump. Harris manifestou apoio à política de imigração de São Francisco de não indagar sobre o status de imigração no processo de uma investigação criminal, argumentando que é importante que os imigrantes possam conversar com a polícia sem medo. Harris afirmou a necessidade de se concentrar em uma reforma abrangente na política de imigração e "aprovar uma lei DREAM Act." Em meados de 2018, foi uma das senadoras a pedir ao governo Trump para interromper a política de separação de famílias.

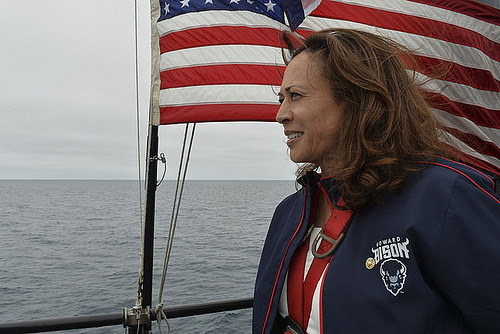
Harris em julho de 2018

Harris se opôs às tentativas dos republicanos de alterar o sistema de saúde, alegando que a revogação do Affordable Care Act iria enviar a mensagem de que a saúde era um "privilégio" e não um "direito civil." Em agosto de 2017, anunciou que iria co-patrocinar o projeto "Medicare for All" do senador Bernie Sanders, apoiando um sistema de saúde universal pago pelo governo americano.
Em novembro de 2017, Harris se opôs ao projeto de lei Tax Cuts and Jobs Act, aprovado pelo Congresso e sancionado por Trump, pedindo a revogação dos cortes de impostos concedidos para os mais ricos. Em 2018, propôs um corte de impostos para a maioria dos norte-americanos da classe trabalhadora. Uma análise feita pelo não partidário Centro de Políticas Fiscais estimou que a lei reduziria a receita federal em 2,8 trilhões de dólares em uma década. Harris propôs restituir a diminuição da receita com sua proposta revogando os cortes de impostos estipulados para os mais ricos e aumentando os impostos sobre as corporações.
Em maio de 2018, Harris anunciou que iria co-patrocinar o Marijuana Justice Act, apresentado pelo senador Cory Booker em agosto de 2017. A legislação eliminaria o status da maconha como uma droga da Classe I sob a Lei de Substâncias Controladas. A medida também exigiria que os tribunais federais expurgassem os registros de norte-americanos que tivessem condenações anteriores por uso ou posse de maconha. Harris afirmou que acreditava que o movimento para descriminalizar a maconha evitaria que o Departamento de Justiça impusesse leis "injustas e desiguais."
Na política externa, Harris acusou o presidente sírio Bashar al-Assad de ser o responsável pelo ataque químico de Khan Shaykhun. Em fevereiro de 2018, foi um dos senadores a assinar uma carta na qual argumentava que Trump não tinha autoridade legal para lançar um ataque preventivo contra a Coreia do Norte. Após Trump retirar os Estados Unidos do Plano de Ação Conjunto Global, Harris criticou a decisão, alegando que "põe em risco nossa segurança nacional e nos isola de nossos aliados mais próximos."

#### Comitês atribuídos
No decorrer dos congressos 115º e 116º, Harris fez parte dos seguintes comitês:
- Comitê do Orçamento
- Comitê de Segurança Interna e Assuntos Governamentais
  - Subcomitê de Supervisão de Gastos Federais e Gestão de Emergências
  - Subcomitê de Assuntos Regulatórios e Gestão Federal
- Comitê Seleto de Inteligência
- Comitê do Judiciário
  - Subcomitê da Constituição
  - Subcomitê de Supervisão, Ação da Agência, Direitos Federais e Tribunais Federais
  - Subcomitê de Privacidade, Tecnologia e Direito

#### Participação em caucus
Harris ainda integrou os seguintes caucus:
- Caucus Negro do Congresso[171]
- Caucus parlamentar Asiático-Pacífico Americano[172]
- Caucus parlamentar das Questões da Mulher[173]

## Eleição presidencial de 2020

### Candidatura à presidência

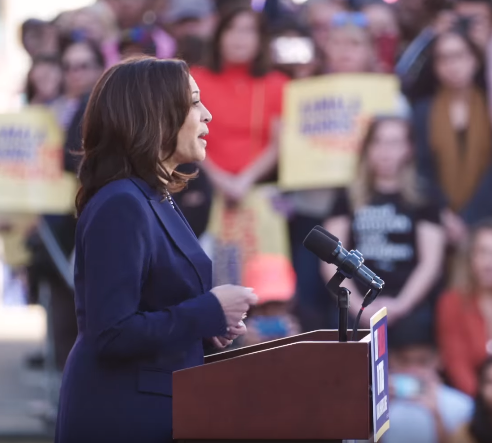
Harris anunciando sua candidatura à presidência americana, em 27 de janeiro de 2019

Desde 2016, Harris foi considerada uma das principais candidatas à nomeação democrata para presidente em 2020. O jornal português Diário de Notícias a chamou de "a estrela em ascensão no Partido Democrata." Publicamente, Harris declarou que não descartava uma candidatura à presidência, enquanto seus gastos com publicidade no Facebook foram incomumente altos e direcionados para alcançar eleitores de fora da Califórnia. Em julho de 2018, anunciou que publicaria um livro de memórias, outro sinal de uma possível candidatura. Nas eleições de meio de mandato, também endossou e fez campanha para candidatos em Michigan, na Pensilvânia e na Carolina do Sul. Em dezembro de 2018, afirmou que iria decidir se seria candidata "durante o feriado", uma decisão que tomaria com a família.
Em 21 de janeiro de 2019, Harris anunciou oficialmente sua candidatura à presidência para a eleição de 2020. Durante as 24 horas seguintes, Harris superou o recorde criado por Bernie Sanders em 2016 de maior dinheiro arrecadado no dia seguinte ao anúncio da candidatura; semanas depois, Sanders superou o novo recorde estabelecido por Harris. Sua campanha também rejeitou receber doações de corporações; em abril de 2018, já havia anunciado que tomaria esta medida em suas futuras campanhas eleitorais. Em 27 de janeiro, mais de 20 mil pessoas compareceram ao evento em que formalmente anunciou que seria candidata, ocorrido em sua cidade natal, Oakland.
Em sua plataforma eleitoral, Harris defendeu legislações e ações mais duras para prevenir a violência com armas de fogo, a legalização da maconha recreativa, a redução de impostos para a classe média, a elevação do salário mínimo para 15 dólares por hora, a defesa do Acordo de Paris e o combate ao aquecimento global, e a criação de um sistema de saúde universal a partir do programa existente Medicare. Em 3 de dezembro de 2019, após enfrentar dificuldades em arrecadar recursos e em declínio nas pesquisas de opinião, anunciou sua desistência da corrida presidencial.

### Candidatura à vice-presidência

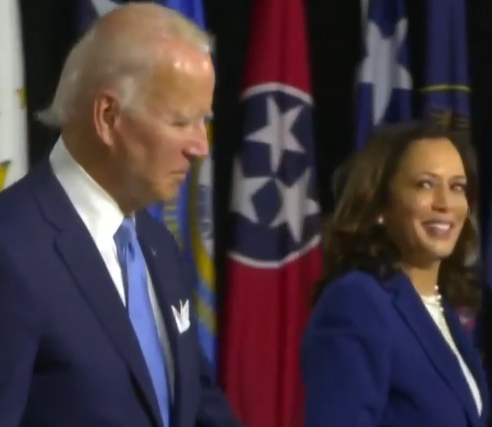
Harris e Joe Biden no primeiro evento de campanha realizado após o anúncio de sua escolha como candidata a vice-presidente, em 12 de agosto de 2020

Em 11 de agosto de 2020, o presidenciável democrata Joe Biden anunciou a escolha de Harris como sua candidata à vice-presidência. Harris estava sendo cotada para a posição há meses, muitas vezes vista como a favorita. Harris tornou-se, assim, a primeira mulher negra e sul-asiática a integrar a chapa presidencial de um grande partido político norte-americano.
Em 19 de agosto de 2020, na Convenção Nacional do Partido Democrata, Harris foi oficialmente indicada para a vice-presidência. Em seu discurso aceitação, fez crítica às políticas republicanas e de Trump, afirmando: "O constante caos nos deixou a deriva. A incompetência fez com que sentíssemos medo. A insensibilidade faz com que nos sintamos sozinhos. São muitas coisas problemáticas, e esse é o ponto nós podemos faz melhor e iremos fazer muito mais."
No decorrer da campanha contra Trump e Pence, Biden e Harris lideraram as pesquisas de opinião realizadas. No início de outubro, participou do único debate entre os candidatos à vice-presidência. O término da votação ocorreu em 3 de novembro, mas diante da quantidade de votos antecipados, a apuração demorou alguns dias. A vitória da chapa Biden e Harris foi projetada em 7 de novembro, quando atingiu 273 votos no Colégio Eleitoral. Na votação popular, dados parciais indicaram que alcançaram 50,4% contra 48,0% de Trump e Pence, recebendo mais de 75 milhões de votos, a maior quantidade de votos registrada por uma chapa na história do país. Harris se tornou a assim primeira mulher a ser eleita vice-presidente dos Estados Unidos, bem como a primeira pessoa de cor.

## Vice-presidente (2021–2025)
Em 20 de janeiro, Harris foi empossada como vice-presidente dos EUA, tornando-se a primeira mulher a ocupar o cargo, assim como a primeira pessoa de cor vice-presidente desde Charles Curtis, que era descendente de nativos americanos. Também é a terceira pessoa com reconhecida ascendência não europeia a alcançar um dos mais altos cargos do poder executivo, depois de Curtis e o ex-presidente Barack Obama.[carece de fontes?]

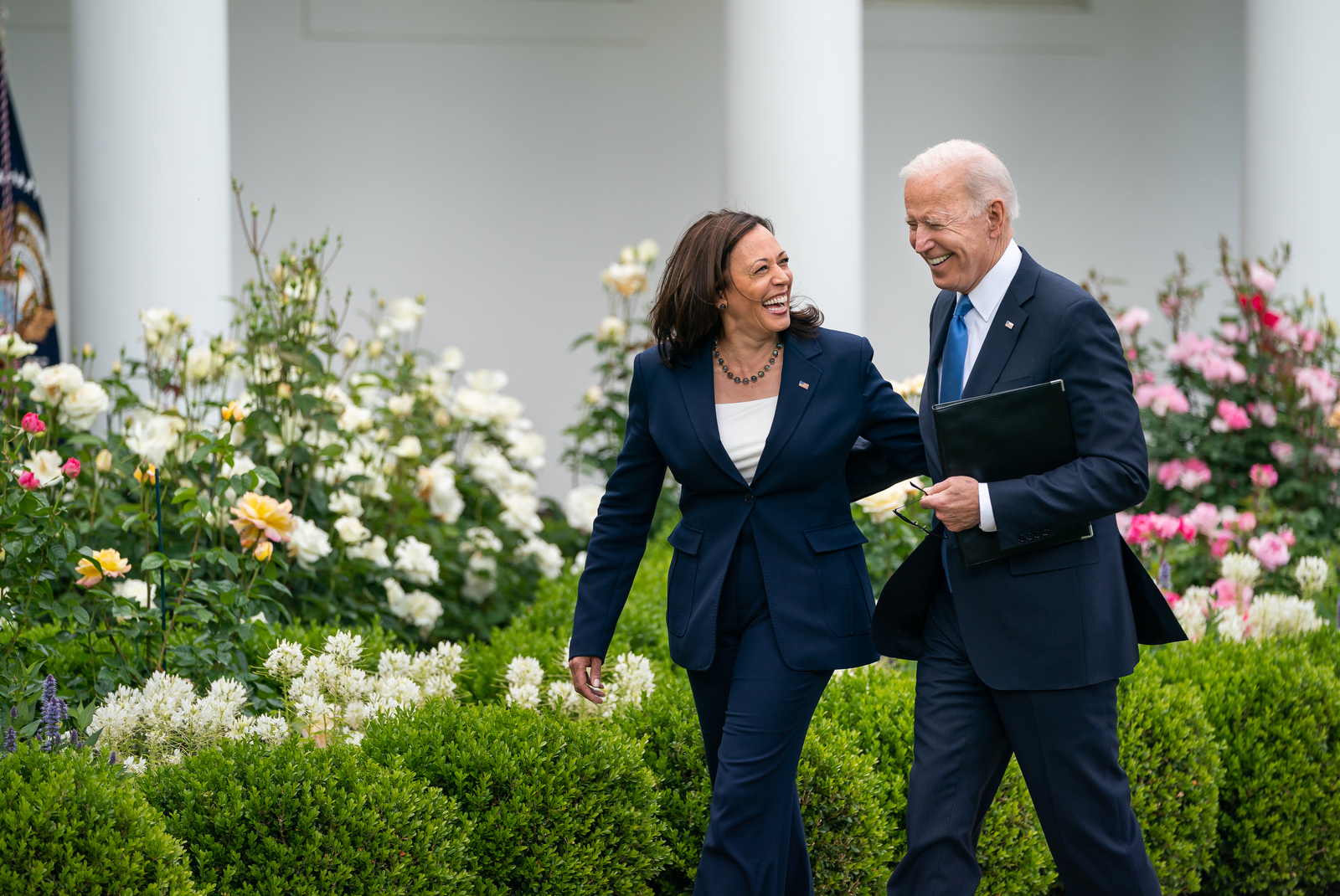
Kamala com o presidente Biden em maio de 2021.

Harris renunciou sua cadeira no Senado em 18 de janeiro de 2021, dois dias antes de ser empossada como vice-presidente. Seu primeiro ato no cargo foi jurar no cargo o seu substituto - Alex Padilla - e dois senadores da Geórgia, Raphael Warnock e Jon Ossoff, que haviam sido eleitos em segundo turno duas semanas antes.
Como vice-presidente, Harris também era presidente do Senado e por duas vezes teve que realizar o voto de Minerva para desempatar votações de legislação no Senado, em fevereiro e março. Harris foi ainda importante na passagem do pacote de estímulo conhecido como American Rescue Plan.
Harris fez sua primeira viagem oficial para o exterior como Vice-presidente em junho de 2021, quando visitou a Guatemala e México em uma tentativa de responder ao fluxo migratório de milhares de pessoas da América Central que fugiam para os Estados Unidos. Durante sua visita, numa conferência de imprensa com o presidente guatemalteco Alejandro Giammattei, Harris fez uma declaração para potenciais imigrantes ilegais: "Quero deixar claro para as pessoas da região que estão pensando em fazer aquela perigosa jornada até a fronteira dos Estados Unidos com o México: Não venham. Não venham."
Em 19 de novembro de 2021, Harris serviu como presidente interina das 10:10h até 11:35h (EST), enquanto o Presidente Biden passava por uma colonoscopia de rotina. Assim ela se tornou a primeira mulher, e a terceira pessoa, a assumir os poderes e deveres da presidência dos Estados Unidos, de forma interina, de acordo com a Seção 3 da Vigésima Quinta Emenda da Constitução.

## Campanha presidencial de 2024
Em 21 de julho de 2024, o presidente em exercício e presumido candidato democrata Joe Biden suspendeu sua campanha para reeleição em 2024, desistindo de concorrer. Ele endossou Kamala Harris como a candidata presidencial do Partido Democrata. Harris também recebeu endossos de Bill e Hillary Clinton, Nancy Pelosi, do Congressional Black Caucus, e de muitos outros. Se fosse eleita, Harris se tornaria a primeira presidente mulher e a primeira presidente asiático-americana dos Estados Unidos, além de ser a segunda presidente negra americana após Barack Obama.

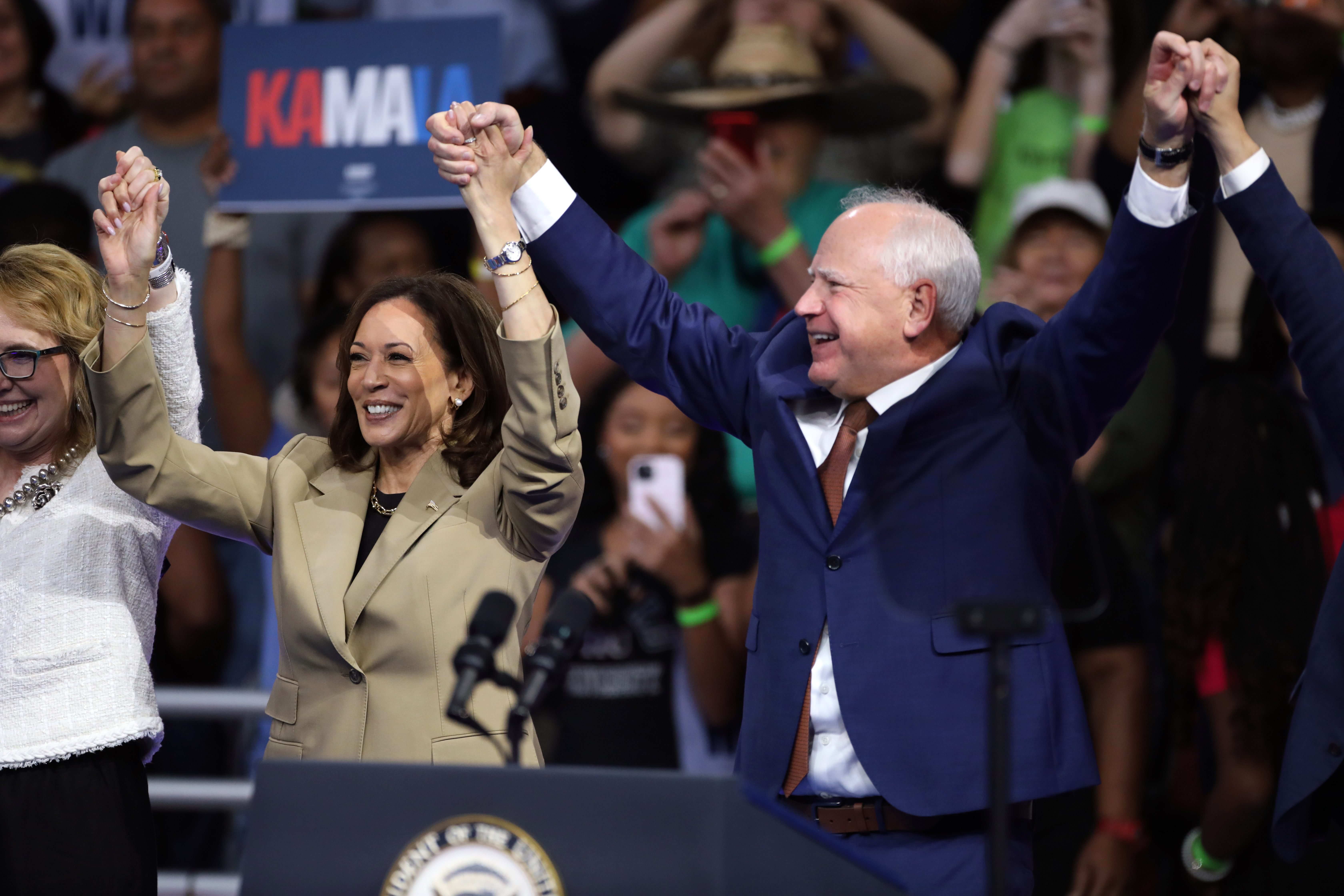
Kamala Harris e Tim Walz, sua escolha para vice, em sua campanha a presidência em 2024.

Em 22 de julho, Harris se tornou a candidata presumida do Partido Democrata ao garantir o número necessários de delegados favoráveis a sua nomeação. Nas primeiras 24 horas de campanha, foram arrecadados 81 milhões de dólares em doações.
Na eleição presidencial nos Estados Unidos em 2024, Harris acabou sendo derrotada por Donald Trump. Harris admitiu a derrota em um telefonema para Trump em 6 de novembro de 2024 (dia seguinte à eleição) e fez um discurso de concessão mais tarde naquele dia. Harris foi a primeira candidata presidencial democrata a perder o voto popular nacional desde John Kerry em 2004. As derrotas dela nos estados do "muro azul" de Michigan, Pensilvânia e Wisconsin foram consideradas fundamentais para o fracasso de sua campanha. O resultado de Harris de 226 votos eleitorais foi o pior desempenho para uma chapa presidencial democrata desde Michael Dukakis em 1988.

## Prêmios e honrarias

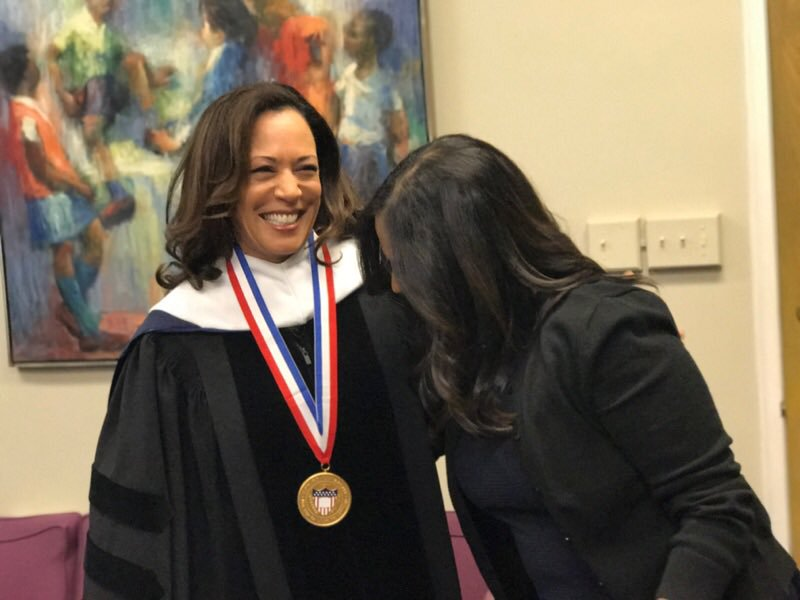
Harris na Universidade Howard em 2017

Em 2005, a National Black Prosecutors Association concedeu a Kamala Harris o Prêmio Thurgood Marshall. Naquele ano, ela foi incluída em um relatório da Newsweek que perfilava "20 das Mulheres Mais Poderosas da América". Um artigo do New York Times de 2008 também a identificou como uma mulher com potencial para se tornar presidente dos Estados Unidos, destacando sua reputação como uma "lutadora durona".
Em 2013, 2020 e 2021, Harris foi incluída na lista Time 100, a lista anual da Time das 100 pessoas mais influentes do mundo. Em 2016, o 20/20 Bipartisan Justice Center concedeu a Harris o Prêmio de Justiça Bipartidária junto com o senador Tim Scott. Biden e Harris foram conjuntamente nomeados Pessoa do Ano pela Time em 2020.
Harris foi selecionada para a lista inaugural Forbes 50 Over 50 em 2021, composta por empreendedores, líderes, cientistas e criadores com mais de 50 anos de idade.

## Vida pessoal

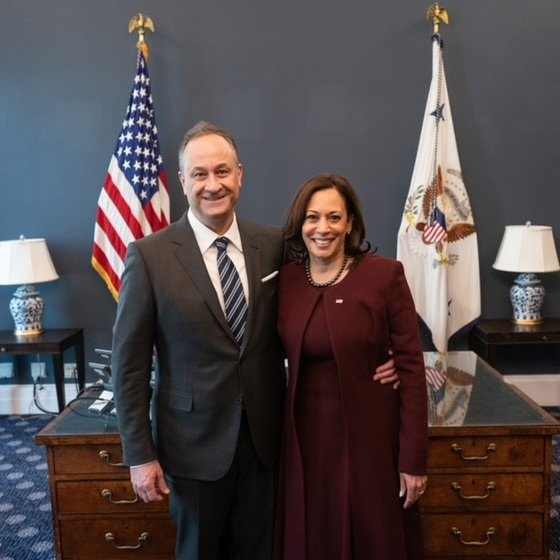
Retrato do escritório da vice-presidência de Harris e seu marido, o segundo cavalheiro, Doug Emhoff, em 2021

Harris conheceu seu marido, o advogado Doug Emhoff, por meio de um amigo em comum que montou Harris e Emhoff em um encontro às cegas em 2013. Emhoff era um advogado do entretenimento que se tornou sócio responsável no escritório do Venable LLP em Los Angeles. Harris e Emhoff se casaram em 22 de agosto de 2014, em Santa Bárbara, Califórnia. Harris é madrasta dos dois filhos de Emhoff, Cole e Ella, de seu casamento anterior com a produtora de cinema Kerstin Emhoff. Em agosto de 2019, Harris e seu marido tinham um patrimônio líquido estimado em 5,8 milhões de dólares.
Harris é uma americana multirracial e batista, sendo membro da Terceira Igreja Batista de São Francisco, uma congregação da American Baptist Churches USA. Sua irmã, Maya, é advogada e analista política da MSNBC; seu cunhado, Tony West, é conselheiro geral do Uber e ex-funcionário sênior do Departamento de Justiça dos Estados Unidos. A sobrinha dela, Meena, é a fundadora da Campanha de Ação Feminina Fenomenal e ex-chefe de estratégia e liderança do Uber. 

Harris é conhecida por seu uso icônico de colares de pérolas. Embora tenham surgido especulações durante a campanha presidencial de 2020 de que ela começou a usá-los como uma homenagem à sua irmandade da Howard University, ou mesmo à juíza associada da Suprema Corte Ruth Bader Ginsburg, conhecida por usar um colar distinto ao emitir uma dissidência no tribunal, em sua biografia de 2019 The Truths We Hold Harris havia explicado anteriormente que ela começou a fazer isso depois de receber um colar de pérolas de presente do mentor de sua mãe, Howard.